# Spinoparapachymorpha spinosa
Spinoparapachymorpha spinosa is een wandelende tak uit de familie Phasmatidae. De wetenschappelijke naam van deze soort is voor het eerst voorgesteld als Parapachymorpha spinosa door Karl Brunner von Wattenwyl in een publicatie uit 1893. 

## Kenmerken
De vrouwtjes worden ongeveer een 6 centimeter groot, terwijl de mannetjes maar schommelen rond een 5 centimeter.
Beide geslachten zijn groenbruin tot lichtbruin van kleur en hebben ruim 1 centimeter lange antennes. De dieren zijn ongevleugeld.
Ook kenmerkend zijn de vele stekeltjes op het lichaam, dit voornamelijk bij het vrouwtje.

## Verspreiding
De soort komt voor in Myanmar en Thailand.

## Waardplanten
De soort leeft voornamelijk op bramen, klimop, rozen, frambozen en hazelaars.